# Spaniens damlandslag i vattenpolo

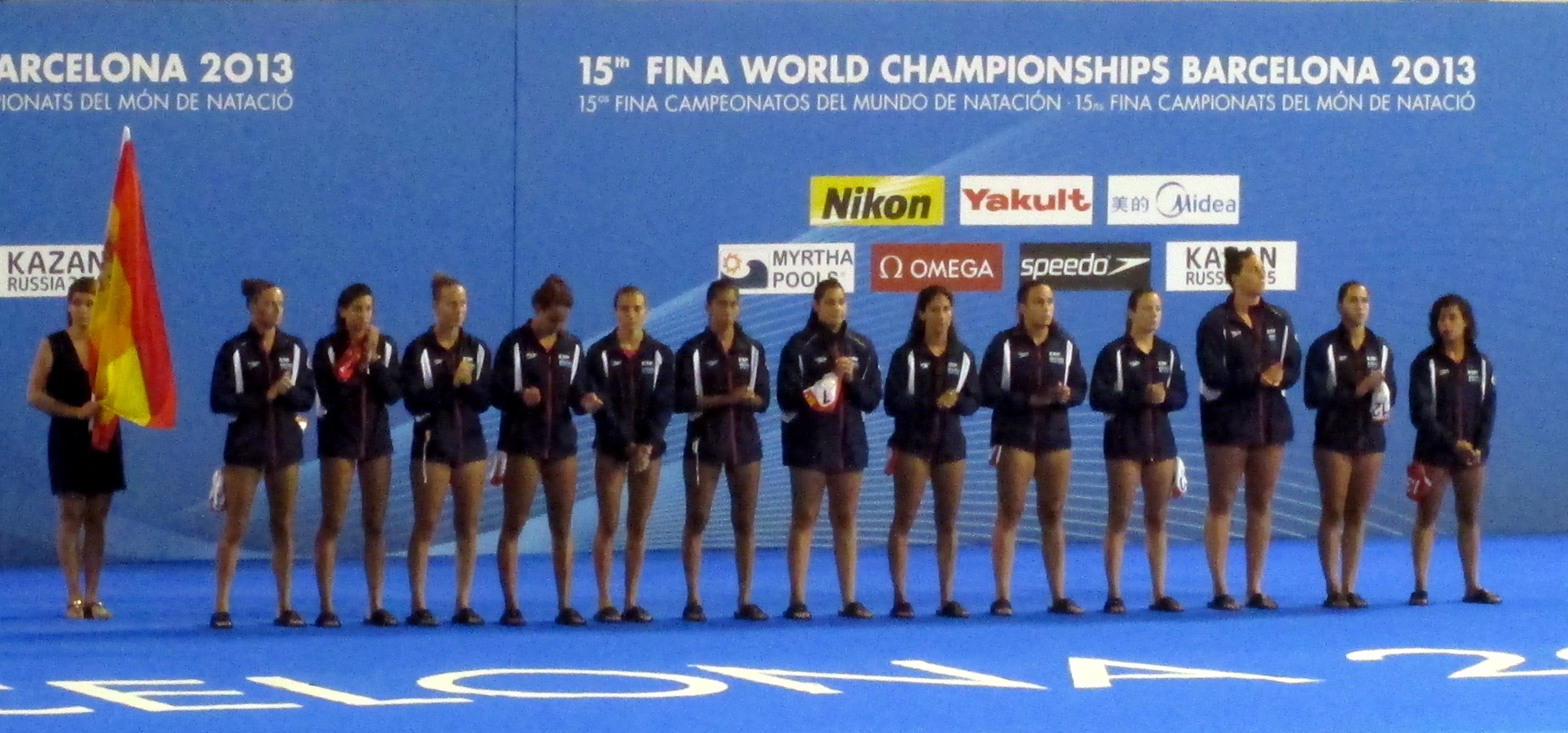
Spaniens damlandslag (2013).

Spaniens damlandslag i vattenpolo (spanska: Selección femenina de waterpolo de España) representerar Spanien i vattenpolo på damsidan. Laget blev världsmästarinnor 2013 samt Europamästarinnor 2014, 2020 och 2022.

### Fotnoter
1. ↑  Todor Krastev (19 mars 2013). ”Women Water Polo XV World Championship 2013 Barcelona (ESP) 21.07-02.08 - Winner Spain” (på engelska). Sport Statistics. Arkiverad från originalet den 15 juli 2015. https://web.archive.org/web/20150715214513/http://www.todor66.com/Water_Polo/World/Women_2013.html. Läst 4 augusti 2015.
2. ↑  Todor Krastev (19 mars 2014). ”Women Water Polo XV European Championship 2014 Budapest (HUN) 16-26.07 Winner Spain” (på engelska). Sport Statistics. Arkiverad från originalet den 21 april 2015. https://web.archive.org/web/20150421002241/http://todor66.com/Water_Polo/Europe/Women_2014.html. Läst 4 augusti 2015.